# Lago Siling
O lago Siling ou Serling (oficialmente, Siling Co ou Serling Co; chinês simplificado: 色林错) é um grande lago salgado de montanha no Tibete (sob governo da República Popular da China). É um dos mais célebres lagos tibetanos, localizado na prefeitura de Nagqu, na parte central da Região Autónoma do Tibete. A cidade mais próxima do lago é Doijiang.